# Alexis Guimond
Alexis Guimond (11 de juny de 1999, Houston) és un esquiador paralímpic canadenc. Va participar en els Jocs Paralímpics de Pyeonchang 2018, en diverses proves d'esquí alpí paralímpic: descens, eslalon gegant i súper gegant. Va aconseguir la medalla de bronze en la prova d'eslalon gegant assegut.